# Xploder
Xploder ist eine Produktreihe von Cheat-Systemen, die für verschiedene Videospielplattformen vom britischen Hersteller Fire International, unter dem Markennamen Blaze, hergestellt wird. Der erste Xploder erschien im Sommer 1998 für die erste PlayStation.
Der primäre Zweck des Xploders ist es, dem Spieler einen vom Spiel nicht vorgesehenen Vorteil zu verschaffen. In der Spielersprache wird dies als „Cheaten“ (englisch: betrügen) bezeichnet. Es gibt auch Anwendungsmöglichkeiten des Xploders, die über den Gebrauch von Cheats hinausgehen, wie weiter unten in der Rubrik „Spaß-Codes“ beschrieben wird.

## Grundlegende Funktionsweise
Zur Laufzeit eines Spiels werden spielrelevante Daten im Arbeitsspeicher des Videospielsystems abgelegt. Der Xploder ist in der Lage, diese Daten zu verändern, um somit den gewünschten Effekt eines Cheats zu erzielen.
Meist werden die entsprechenden Daten nur auf einen konstanten Wert gesetzt, um dem Spieler somit zum Beispiel „immer 99 Leben“ zu verschaffen.
Um die Daten im Arbeitsspeicher zu adressieren, arbeitet ein Xploder mit im Hexadezimalsystem dargestellten „Codes“ (siehe unten).
In der Regel ist damit kein komplexer Programmcode gemeint, sondern nur ein simpler Befehl.
Komplexere Codes, die mit Assemblersprache arbeiten, sind jedoch auch möglich.

## Begriffserklärungen
Ein Xplodercode (kurz: Code) besteht aus einer Speicheradresse, einem Wert und einer kurzen Anweisung, was der Xploder an der Adresse mit dem Wert machen soll.
Wenn „80222222:0001“ ein fiktives Beispiel eines Xplodercodes für ein Nintendo-64-Spiel ist, dann besagt die Anweisung 80, dass der Adressbereich ab 222222 mit dem Wert 0001 beschrieben werden soll.
Zum Beispiel kann ein Xplodercode aber auch veranlassen, dass die gegebene Speicheradresse auf den gegebenen Wert hin überprüft wird. Bei Übereinstimmung, wird der nachfolgende Xplodercode ausgeführt.
Ein Sonderfall dieses Beispiels sind sogenannte „Activator Codes“, auch „Joker Codes“ genannt.
Sie fragen ab, welche Tasten des Controllers gerade gedrückt werden und aktivieren bei einer bestimmten Tastenkombination die nachfolgenden Codes. Eine Anwendung dieses Sonderfalls sind sogenannte „Moonjump“-Codes.
Das Entwickeln/Entdecken eigener Xplodercodes wird in der entsprechenden Szene als „Hacken“ bezeichnet, diejenigen, die die Codes entwickeln/entdecken, als Hacker.
In einigen Fällen werden die von 'offizieller' Seite veröffentlichten Codes verschlüsselt.
Sie funktionieren dann nur noch auf dem entsprechenden Cheat-System, auf den Cheat-Systemen der Konkurrenz jedoch nicht. Dies kann für den Anwender von Nachteil sein. Ein Code kann unter Umständen bei verschiedenen Werten verschiedene Ergebnisse liefern (Zum Beispiel ein Modifikator für die Spielfigur, die für jeden Wert eine neue Figur liefert).
Sind die Codes verschlüsselt, lässt sich der Wert möglicherweise nicht ohne entsprechendes Entschlüsselungsprogramm ändern. Manche Cheat-Systeme akzeptieren ausschließlich die Eingabe verschlüsselter Codes, was Hobby-Hacker dazu zwingt, ihre Codes ebenfalls zu verschlüsseln. Oft ist es nur eine Frage der Zeit, bis die Codehacker-Szene die dazu notwendigen Ent-/Verschlüsselungsprogramme in Umlauf bringt. 
Die Fernsehnormen PAL und NTSC haben ebenfalls eine Bedeutung für Cheat-Systeme.
Spiele, die zunächst für den japanischen Markt entwickelt werden, müssen für ihr Erscheinen in Europa überarbeitet und angepasst werden. Dabei verschieben sich ganze Adressbereiche – und ein Code, der in der amerikanischen Version des Spiels für unendlich Energie sorgt, funktioniert in der europäischen nicht.
Häufig lassen sich Codes von einer Version in eine andere übersetzen, indem die Differenz der Verschiebung des entsprechenden Adressbereichs ermittelt wird.
Differenzen zwischen den Spieleversionen verschiedener Länder innerhalb Europas sind relativ selten, können jedoch auftreten.
Es ist nicht nur den Herstellern von Cheat-Systemen gegeben, neue Codes zu erstellen, sondern auch ihren Anwendern.
Sei es durch vom Hersteller gegebene Hilfen und Tools, oder durch Programme von inoffizieller Seite.
Eines der verbreitetsten Mittel zum Erstellen von Codes ist die Trainer-Software.
Sofern die Codes nicht verschlüsselt sind, ist es allerdings möglich, die Adressen bereits existierender Codes zu verändern, was es so auch möglich macht, ohne Vorkenntnisse zu neuen Entdeckungen zu kommen.

## Geschichte des Xploders

### Entstehung
Als Vater des Xploders gilt Wayne Beckett, der bei Datel an der Entwicklung mehrerer Cheatmodule beteiligt war, so beispielsweise an der des Game Busters. 1997 machte er sich mit einer eigenen Firma – Future Console Design – selbstständig. Diese entwickelte exklusiv für das Blaze-Label.
Ihr erstes Produkt war der „Xplorer“ für die erste Playstation, es erschien im Sommer 1998.
Das System musste in mehreren Ländern allerdings aus lizenzrechtlichen Gründen in „Xploder“ umbenannt werden.

### Blaze Deutschland
Fire International unterhielt eine deutsche Niederlassung, die 2002 Insolvenz anmeldete. Die deutsche Website wurde geschlossen; alle ehemals dort anrufbaren Xploder-Codes sind aber weiterhin beim ehemaligen Partner www.mogelpower.de abrufbar.

## Spaß-Codes

### Erläuterung
Mittels Xploder-Codes lassen sich Effekte erzielen, die nicht der Definition von Cheaten entsprechen. Ihr Ziel ist es, den Unterhaltungswert des Spiels zu steigern. Manchmal erlauben es jedoch solche Codes dem Spieler durchaus, zu schummeln, dies wird jedoch als sekundär betrachtet.

### Beispiel
So gibt es für The Legend of Zelda: Ocarina of Time, einem mittelalterlich angehauchten Fantasyspiel (Nintendo 64), einen Xploder-Code, der eine bestimmte Figur im Spiel durch jedes beliebige auf dem Spielmodul gespeicherte Objekt ersetzen kann.
Eines dieser Objekte ist ein im normalen Spielverlauf nicht vorkommendes Raumfahrzeug, ein sogenannter Arwing, welches eigentlich dem Spiel Lylat Wars entstammt.
Der „Arwing“ ist voll funktionstüchtig im Spiel integriert:
Nachdem er ein Luftmanöver vollführt hat, beschießt er die Hauptfigur des Spiels mit Laserstrahlen.
Vor dem Laserbeschuss kann sich der Spieler jedoch mit seinem Holzschild schützen.
Er kann den „Arwing“, dessen Panzerung dem Spiel Lylat Wars zufolge Temperaturen bis zu 9000 °C aushalten kann, sogar mit zum Beispiel einem Bumerang vom Himmel holen, woraufhin dieser explodiert.
Der entsprechende Code wurde von zwei Hackern unter den Pseudonymen „Cendamos“ und „JaytheHam“ entwickelt und auf einer Website veröffentlicht.
Warum sich der „Arwing“ in Zelda: Ocarina of Time befindet, ist nicht bekannt. Es wird spekuliert, dass Ocarina of Time auf der Lylat-Wars-Engine basiert und der Arwing zu Testzwecken übernommen wurde.

## Liste von Xplodern
Einige der Produkte der Reihe Xploder sind in ihrer Funktion als Cheat-System auf das Laden von manipulierten Spielständen beschränkt. Zudem gibt es Produkte, die den Namen „Xploder“ tragen, jedoch gänzlich aus dem Bereich der Cheat-Systeme herausfallen. Letztere sind kursiv hervorgehoben.
Dreamcast
Xploder (Ohne Trainer, erfordert eine Dreamcast Memorycard)
Game Boy/Game Boy Color
XploderGB (Lila Modul mit eingebautem Trainer, um eigene Codes herauszufinden)
Xploder Fun (Gelbes Modul, das um den Trainer beschnitten wurde)
Game Boy Advance
Xploder Advance (Ohne Trainer)
Xploder Action Reloader (kein Mogelmodul, sondern eine Art Memorycard)
Nintendo 64
Xploder64 (Mit eingebautem Trainer, um eigene Codes herauszufinden)
Wii
Xploder Cheat Saves (Kein Mogelmodul, sondern eine CD mit vordefinierten, bearbeiteten Speicherständen)
Nintendo DS
Xploder Cheat Saves (Kein Mogelmodul, sondern ein Modul mit vordefinierten, bearbeiteten Speicherständen)
Xplodermaster
Xbox
Xploder Cheat Saves(Kein Mogelmodul, sondern eine CD mit vordefinierten, bearbeiteten Speicherständen inkl. Memorycard)
Xbox 360
Xploder Cheat Saves
Xploder Media Centre
Xploder Ultimate Care Kit
PlayStation
Xploder (Erster Xploder, noch ohne Trainer)
Xploder Classic (Neuauflage des ersten Exploders, ohne Trainer)
Xploder Pro („Bester“ Xploder, den es gibt, statt eingebautem Trainer wurde ein Gerät/Mikrocomputer namens X-Assist mitgeliefert)
Xploder FX (Erster XPloder mit eingebautem Trainer)
Xploder CD 9000 (Erster CD-basierter Xploder für die letzte PlayStation Reihe ohne Parallelport entwickelt)
Xploder CD 9000 Director’s Cut (Xploder CD 9000 mit mehr und überarbeiteten Codes)
Playstation 2
Xploder2 V1
Xploder2 V2
Xploder2 V3
Xploder2 V4
Xploder2 V4 Pro (mit USB Kabel für Saves)
Xploder2 V5
Xploder2 V5 Media Centre
Xploder2 V5 Pro with Media Centre Live!
Xploder Ultimate Care Kit
Xploder HDTV Player
Xploder2 V6
Xploder2 V6 Guitar Hero – Special Edition
Playstation 3
Xploder HD Movie Player with PS3 Cheat Saves & Media Manager
Xploder HDTV Player
Playstation Portable
Xploder Movie Player and Media Centre for PSP
Xploder Music Studio
Xploder Ultimate Care Kit